# Schwarz-Pappel am Lockwitzbach

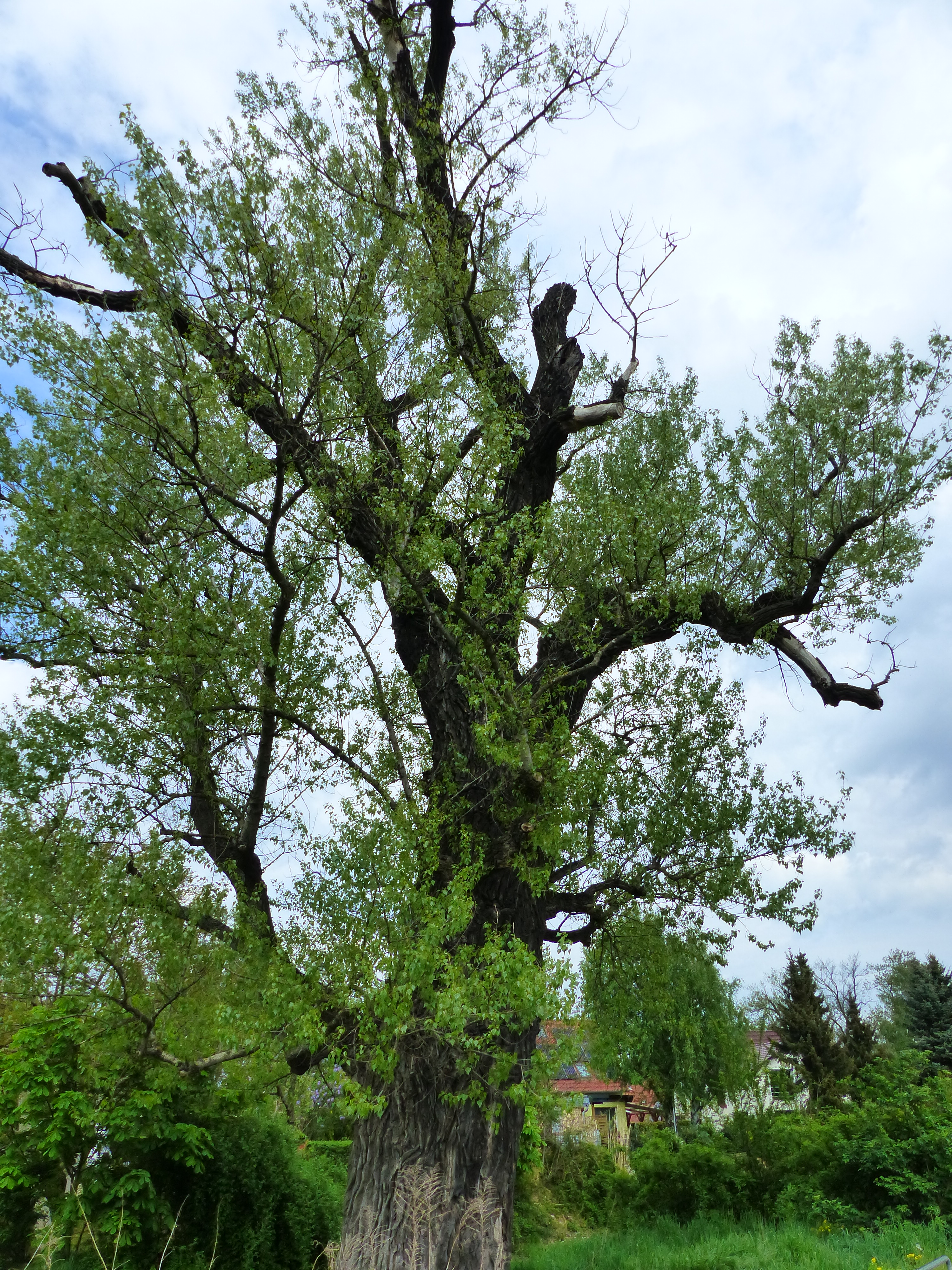
Schwarz-Pappel, Mai 2015
Foto: Dr. Bernd Gross

Die Schwarz-Pappel am Lockwitzbach ist ein als Einzelbaum ausgewiesenes Naturdenkmal (ND 136) im Dresdner Stadtteil Niedersedlitz. Der Stamm dieser Schwarz-Pappel (Populus nigra), einer in Sachsen vom Aussterben bedrohten Art, hat einen Umfang von fast 4 Metern. Es handelt sich um eine der ältesten und größten Schwarz-Pappeln im Großraum Dresden.

## Geographie

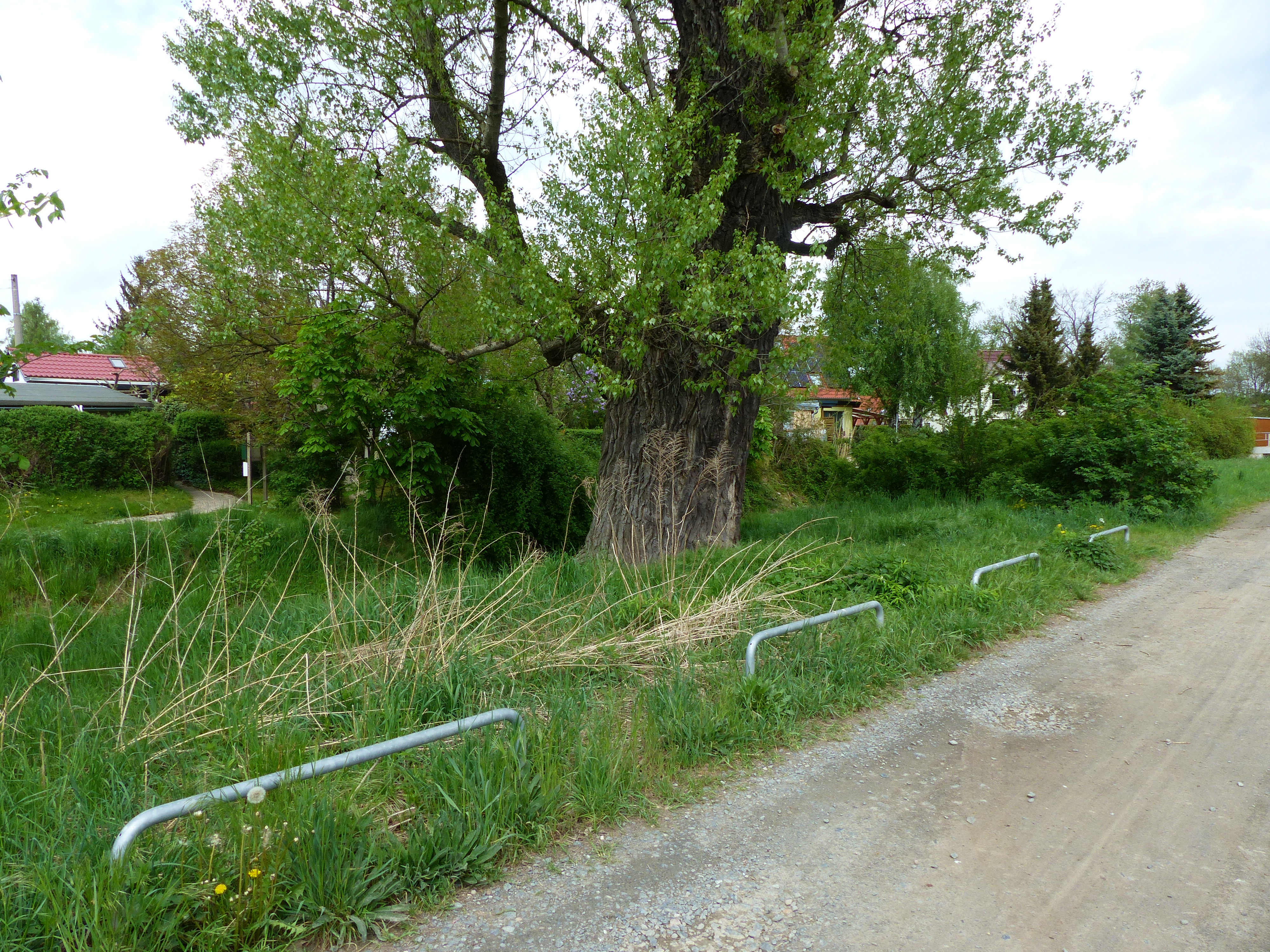
Standort der Schwarz-Pappel

Der Baum steht in Niedersedlitz zwischen der Straße An der Niedermühle und dem parallel dazu verlaufenden Lockwitzbach an der Einmündung des Lockwitz-Mühlgrabens, ca. 65 m bachaufwärts von der Brücke Randsiedlung.

## Geschichte
Aufgrund der Gefährdung der Schwarz-Pappel in Sachsen drängte der NABU darauf, dieses ca. 150 Jahre alte, weibliche Exemplar (Stand: 2012) unter Schutz zu stellen. Sie gehörte daher zu den „39 besonders wertvolle[n] Bäume[n] an 29 Standorten“, die die Landeshauptstadt Dresden als untere Naturschutzbehörde als Naturdenkmale auszuweisen beabsichtigte. Die Festsetzung als Naturdenkmal erfolgte im Januar 2015 mittels einer Verordnung. Im Dresdner Süden sind neben dieser Schwarz-Pappel die Spanische Tanne Wittenstraße 1 und die Eibe Hohe Straße 125 unter Schutz gestellt worden, in Laubegast zudem zwei weitere Schwarz-Pappeln am Laubegaster Ufer 1.
Der Schutzbereich rings um den Baum erstreckt sich unter der gesamten Krone zuzüglich fünf Metern, mindestens jedoch 13 Meter von der Mitte des Stamms.